# Ameivula nigrigula
Ameivula nigrigula — вид ящірок родини теїдових (Teiidae). Ендемік Бразилії. Описаний у 2011 році.

## Поширення і екологія
Ameivula nigrigula мешкають в штатах Баїя і Мінас-Жерайс. Вони живуть в долині Сан-Франсиску та на сухих кам'янистих луках каатинги, на висоті до 520 м над рівнем моря.